# Estoril Open 2002
Die Estoril Open 2002 waren der Name eines Tennisturniers der WTA Tour 2002 für Damen sowie eines Tennisturniers der ATP Tour 2002 für Herren, welche zeitgleich vom 9. bis zum 17. April 2002 in Oeiras stattfanden.